# 王承才
王承才（1955年—），云南丘北人，壮族，中华人民共和国政治人物、第十一届全国人民代表大会云南地区代表。
毕业于云南农业大学农机设计制造专业，是中共党员。担任云南省民族事务委员会主任。2008年起担任全国人大代表。